# نورث بی ویلج (فلوریدا)
نورث بی ویلج (به انگلیسی: North Bay Village) شهری در شهرستان میامی-دید ایالت فلوریدا است که در سال ۱۹۴۵ بنیان‌گذاری شده‌است. این شهر طبق سرشماری سال ۲۰۱۰ میلادی، ۷٬۱۳۷ نفر جمعیت داشته و مساحت آن نیز ۲٫۲ کیلومتر مربع است.